# Cnephia lapponica
Cnephia lapponica är en tvåvingeart som beskrevs av Günther Enderlein 1921. Cnephia lapponica ingår i släktet Cnephia och familjen knott. Inga underarter finns listade i Catalogue of Life.